# Монастир Дафні
Дафні (грец. Δαφνί, пізніше Δάφνιον) — православний монастир, розташований в муніципалітеті Хаїдарі, за 11 км на північний захід від Афін, біля лісу з такою ж назвою.

## Історичні дані
Назва Дафна (δάφνη) походить від назви рослини, яку ми називаємо лавр. Монастир Дафні, як й два інші монастирі — Осіос-Лукас та Неа-Моні — відомий своїми мозаїками часів Македонської династії, виконаними в стилі «македонського ренесансу». Всі ці три монастирі в 1990 році були занесені до списку Світової спадщини ЮНЕСКО. Однак в 1999 році монастир було пошкоджено землетрусом, після чого він закрився на реставрацію.

## Перші відомості

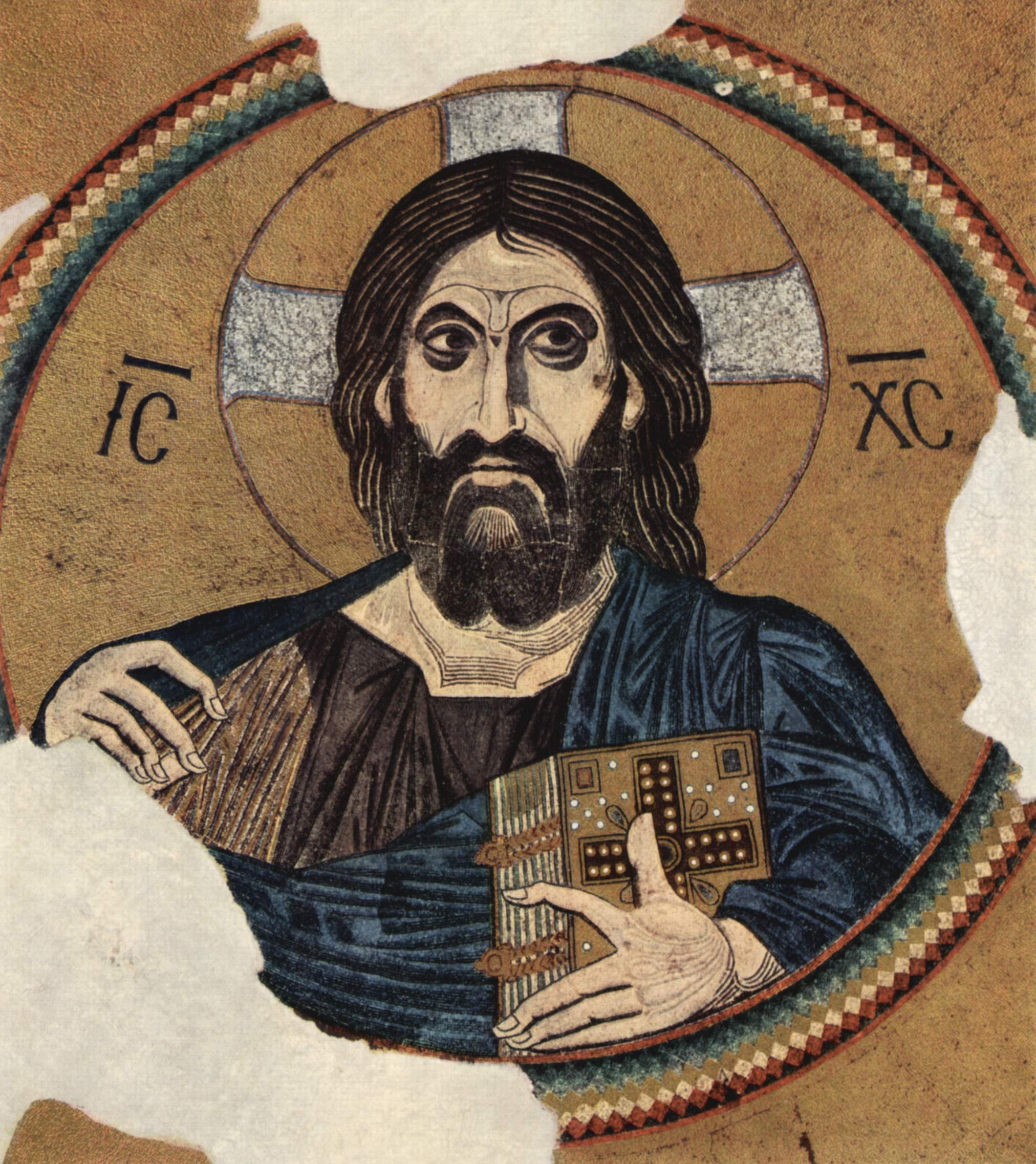
Христос Пантократор

Монастир побудовано на місті язичницького святилища на честь Аполлона Дафнійського. Антична споруда була зруйнована варварськими племенами готів 395 року. Первісні споруди християнського монастиря створені в шостому столітті. Античні залишки будівельних матеріалів та колони були використані при будівництві церкви, що мала три портики. У XIX столітті в часи панування Туреччини колони двох портиків були викуплені та перевезені у Лондон за сприяння лорда Елджина.

## В XI–XII століттях
Нинішній храм Успіння Богородиці вважають побудованим у XI столітті. Храм хрестово-купольного типу, за планом — у вигляді грецького хреста. Церкву вінчає єдина восьмикутна баня з напівсферичним склепінням. Серед хрестово-купольних храмів Македонської династії (867–1056) його вважають найкращим серед збережених зразків.
Відомостей про точну дату розбудови не збережено, як невідомо і ім'я замовника. Високі мистецькі якості архітектурної споруди та коштовні мозаїки високого ґатунку — вказівка на правлячу династію та участь в будівництві й оздобленні констянтинопольських майстрів.

## В XIII ст

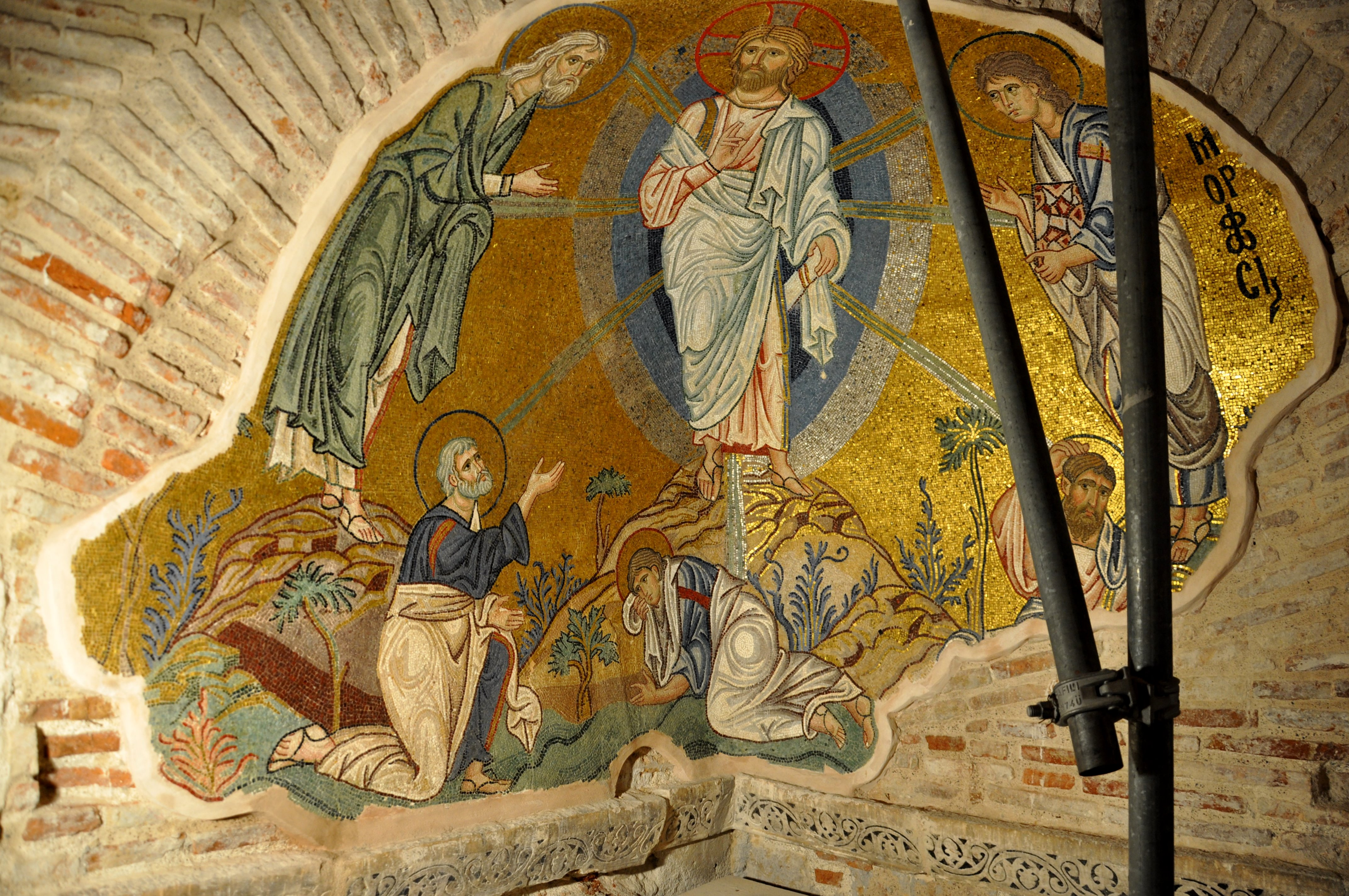
Преображення

1205 року, під час Четвертого хрестового походу, монастир пограбовано хрестоносцями. Франкський володар Отто де ла Рош відписав монастир ордену цистеріанців з підпорядкуванням монастирю Бельвю. Латинські ченці перебудували зовнішні фасади церкви та створили кам'яну огорожу. Чернечий орден франків володів монастирем до XV ст.

## Подальша історія
1458 року, під час захоплення Афін турками, ченців вигнали, а монастир передано православній громаді. Через деякий час монастир занепав. У XIX ст. були розібрані колонні портики, які вивіз у Лондон лорд Елджин. Монастир стояв пусткою до 1880-х років. Грецька держава, що відновила свою державність, розпочала ремонтні та відновлювальні роботи, які тривали у 1888–1897 роках. Були частково змінені й стародавні мозаїки.

## Землетрус 1999 року

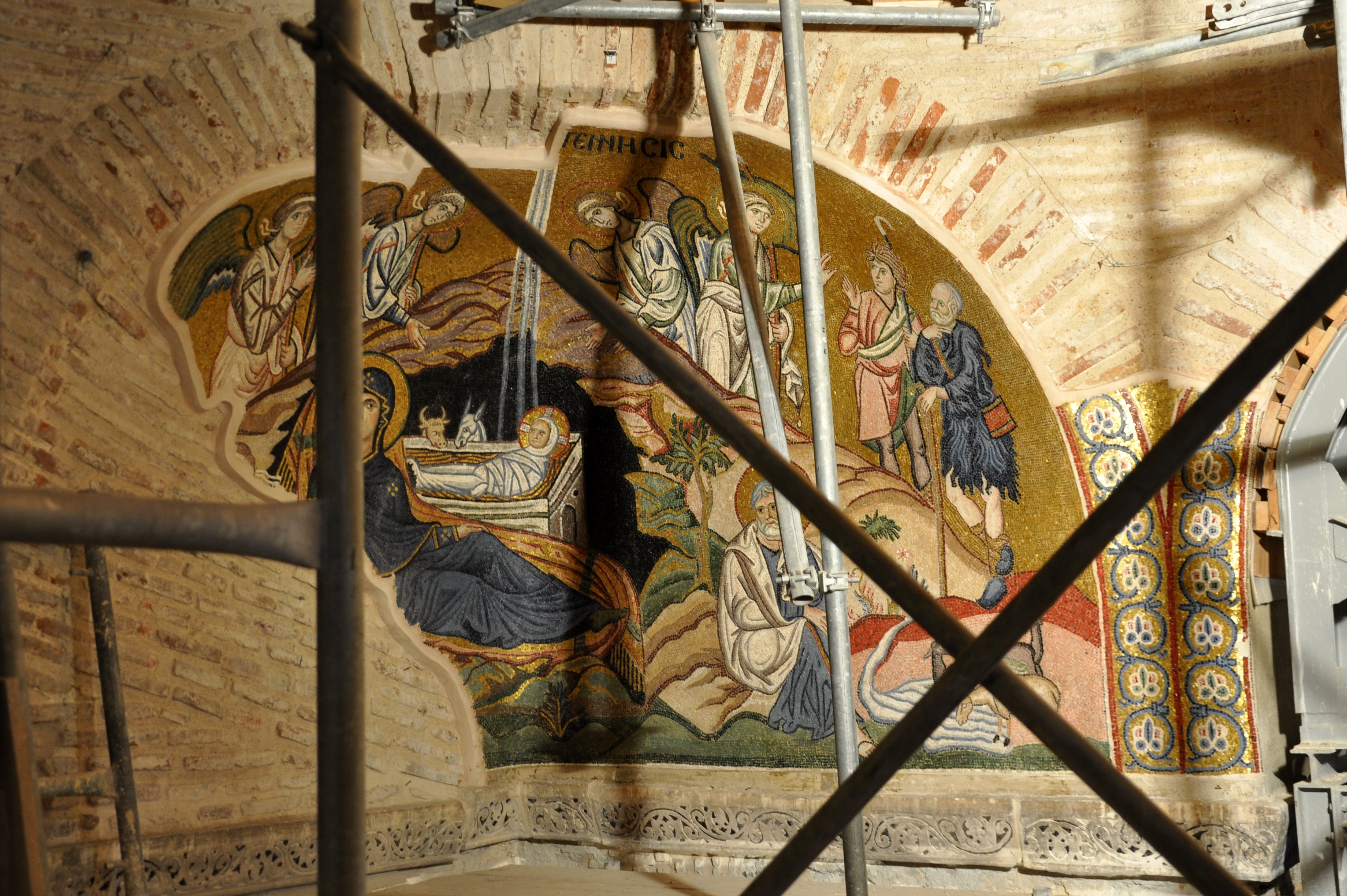
Різдво Христове

Монастир значно постраждав під час землетрусу 7 вересня 1999 року, одного з найсильніших в XX столітті на теренах Греції. Землетрус у шість балів за шкалою Ріхтера значно пошкодив храм, стіни якого розтріскалися в почали хилитися назовні. Виникла загроза обвалу бані всередину церкви. Уряд розпочав негайні рятувальні роботи. Храм зміцнено металевими стяжками ззовні і зсередини. До відстеження за станом храму залучили фахівців з афінської Політехніки.
Храм монастиря Дафні уславився добре збереженими візантійськими мозаїками. Найбільш пошкоджені мозаїки зняли зі стін для реставрації в умовах майстерень. Рештки мозаїк обстежено й зміцнено на місці.

## Опис мозаїк
Низка мозаїк монастир Дафні посіла значне місце серед зруйнованих чи збережених, серед найкращих зразків яких —
- мозаїки Софії Київської
- мозаїки церкви Успіння в Нікеї (зруйновані всі)
- мозаїки собору Архангела Михаїла в Києві (частково знищені, частина збережена, знята зі стін та передана в музей).

Мозаїки Дафні створені з кольорових смальт з додачею білих мармурових камінців. Золота смальта створена з золотих пластівців, розміщених між двома шарами скла. Мозаїками вкриті склепіння бані (Христос Пантократор), в міжвіконнях (16 пророків) та верхні частини стін. Понизу йшло мармурове облицювання. Сюжети починаються зі сцени Різдва Богородиці і йдуть за ходом годинника. Апсиду прикрашає Богоматір на троні. Навіть серед збережених зразків — мозаїки Дафні вирізняються майстерністю створення, гармонійними фігурами та розмаїттям і багатством кольорів. Особливо майстерно відтворені обличчя, де використали декілька перехідних кольорів з об'ємним ефектом.

## Ресурси Інтернету
- The Daphni Monastery
- Daphni Monastery

38°00′47″ пн. ш. 23°38′09″ сх. д. / 38.01306° пн. ш. 23.63583° сх. д.
| Греція | Це незавершена стаття з географії Греції. Ви можете допомогти проєкту, виправивши або дописавши її. |